# CDATA
CDATA，意为character data，是标记语言SGML与XML，表示文档的特定部分是普通的字符数据，而不是非字符数据或有特定、限定结构的字符数据。 

## XML中CDATA
在XML文档或外部实体中，一个CDATA section是一段按字面解释的内容，不作为标记文本。字符用CDATA节表示或者按照标准语法表示，并无差异。例如"<" 与 "&" 分别表示 "&lt;" 与 "&amp;"。

### 语法与解释
一个CDATA节以下述序列开始：
```
<
![CDATA[

```

并以下述序列结束：
```
]]>

```

被包围在上述两个序列之间的所有内容被解释为字符，而不当作标记（markup）或实体引用。每个字符都按字面解释，除了序列]]>。
在下例中：
```
<sender>
John
 
Smith
</sender>

```

开始与结束的"sender"标签被解释为标记。如果写成：
```
<![CDATA[<sender>John Smith</sender>]]>

```

则等价于写为：
```
&lt;
sender
&gt;
John
 
Smith
&lt;
/sender
&gt;

```

也就是说，"标签"与"John Smith"具有相同状态—都被当作了文本。
类似地，如果字符值引用 &#240;在元素内容中出现，将被解释为单个Unicode字符00F0 (小写字符Ð)。如果出现在CDATA节中，将被解释为6个字符：&、井號符、2、4、0、分号。
CDATA节不能嵌套。如果文本中需要包含3字符序列"]]>"，可以用两个相邻的CDATA节表示它，如下例：
```
<![CDATA[]]]]><![CDATA[>]]>

```

xml声明<?xml ...?>中指定的字符编码集之外的Unicode字符，可以用诸如&#nnn;的字符值引用表示。但CDATA节中的文本，只能限于上述编码集中的字符。因此，CDATA节应该用来表示手工输入的文本，其可读性较好；对于程序自动生成的XML，应该避免使用CDATA。